# Jharkhand Vikas Morcha (Prajatantrik)
Jharkhand Vikas Morcha (Prajatantrik) (JVM, Hindi झारखण्ड विकास मोर्चा ‚Fortschrittsfront von Jharkhand (Demokratisch)‘) ist eine Regionalpartei im indischen Bundesstaat Jharkhand.

## Parteigeschichte
Die Partei wurde offiziell am 24. September 2006 als politische Partei durch Babulal Marandi in Hazaribagh (Jharkhand) gegründet. Marandi war seit seiner Jugendzeit in der Bharatiya Janata Party (BJP) und in verschiedenen Sangh-Parivar-Organisationen tätig gewesen. 1996 wurde er lokaler Parteiführer der BJP in Jharkhand, das damals noch Teil des Bundesstaates Bihar war, und die BJP konnte unter seiner Führung bei den Parlamentswahlen 1998 und 1999 einen Großteil der Wahlkreise von Jharkhand gewinnen. Am 15. November 2000 wurde Jharkhand von Bihar abgetrennt und zum eigenen Bundesstaat erhoben. Marandi wurde erster Chief Minister von Jharkhand und Führer einer Koalitionsregierung aus BJP, Samata Party und Janata Dal (United). Auf Druck der Koalitionspartner und nach einer Regierungskrise musste die BJP den Chief Minister auswechseln und Marandis parteiinterner Rivale Arjun Munda wurde 2003 sein Nachfolger im Amt des Chief Ministers. Diese Desavouierung durch die eigene Partei war wahrscheinlich der tiefere Grund für seinen späteren Bruch mit der BJP.

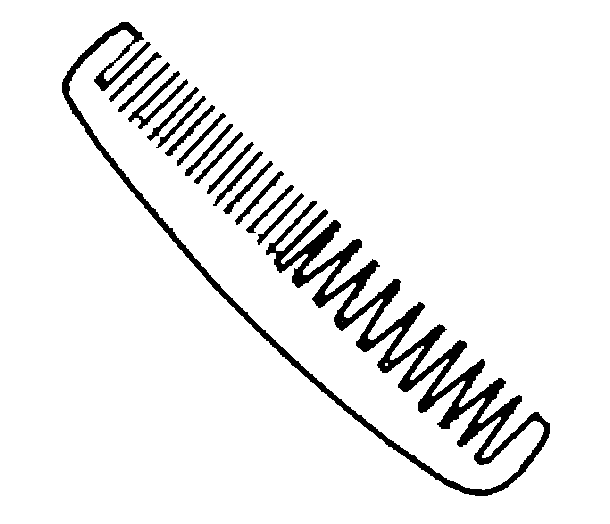
Ein Kamm, das Wahlsymbol der JVM

Die gesamtindische Parlamentswahl 2004 verlief für die BJP enttäuschend. In Jharkhand konnte sie nur einen der 14 Wahlkreise gewinnen. Nur Babulal Marandi war im Wahlkreis 5-Kodarma erfolgreich. Im Mai 2006 erklärte er jedoch seinen Austritt aus der BJP. In einem Brief an den BJP-Parteivorsitzenden Rajnath Singh erhob er Vorwürfe gegen die BJP-Parteiführung in Jharkhand. Diese habe die Interessen der Bevölkerung zugunsten eigener Vorteile vernachlässigt. Marandi gab zugleich sein Abgeordnetenmandat in der Lok Sabha zurück. Im September 2006 gründete er die Jharkhand Vikas Morcha (Prajatantrik) und wurde bei der Nachwahl in seinem Wahlkreis 5-Kodarma erneut mit großer Mehrheit gewählt.
Bei der indischen Parlamentswahl 2009 gewann Babulal Marandi für die JVM erneut den Wahlkreis 5-Kodarma in Jharkhand. Bei der indischen Parlamentswahl 2014 konnte die JVM keinen Wahlkreis mehr gewinnen. Bei der Wahl zum Parlament von Jharkhand 2009 gewann JVM 9,0 % der Stimmen und 11 der 81 Wahlkreise. Bei der darauffolgenden Wahl in Jharkhand im Dezember 2014 erhielt sie 10 % der Stimmen und gewann 8 Wahlkreise.
Seit 2010 wird die Partei von der BJP regelrecht umworben mit dem Ziel, die ehemaligen abtrünnigen BJP-Anhänger wieder zurückzugewinnen. Am 21. August 2014 schlossen sich 5 Abgeordnete der JVM im Parlament von Jharkhand der BJP an. Am 11. Februar 2015 liefen 6 Abgeordnete der JVM im Parlament von Jharkhand zur BJP über. Dadurch schrumpfte die JVM-Fraktion auf nur noch 2 Abgeordnete und der parlamentarische Rückhalt der BJP-geführten Regionalregierung in Jharkhand vergrößerte sich auf 48 von 81 Sitzen.